# Rezerwat przyrody Mokradła Żegockie
Rezerwat przyrody Mokradła Żegockie – rezerwat faunistyczny położony w województwie warmińsko-mazurskim, w powiecie lidzbarskim, w gminie Kiwity, na gruntach wsi Żegoty. Został powołany zarządzeniem Ministra Ochrony Środowiska, Zasobów Naturalnych i Leśnictwa z dnia 9 października 1991 roku. Zajmuje powierzchnię 33,63 ha, natomiast jego otulina (utworzona w 2022) obejmuje 33,47 ha.
Cele ochrony rezerwatu to:
- zachowanie populacji gniazdujących, przelotnych i zalatujących ptaków wodno-błotnych,
- zachowanie naturalnych nieleśnych zbiorowisk roślinnych (zbiorowisk szuwarowych, turzycowisk),
- zachowanie walorów krajobrazowych[1].

Rezerwat obejmuje zabagnione łąki i nieużytki usytuowane w obniżeniu terenowym, wśród pól uprawnych. Jeszcze na początku XX wieku istniało tu płytkie, zarastające jezioro. W 1909 roku zostało ono osuszone, a teren po nim zamieniono w łąki i pastwiska. Po II wojnie światowej w wyniku braku konserwacji urządzeń melioracyjnych teren znów uległ zabagnieniu, a w północno-wschodniej części powstało kilkudziesięcioarowe otwarte lustro wody. Rezerwat porastają trzciny i turzycowiska z pojedynczymi kępami łozy.
Stwierdzono tu występowanie 99 gatunków ptaków, m.in.: perkoz rdzawoszyi, perkoz zausznik, bąk, czapla siwa, łabędź niemy, gęgawa, gęś białoczelna, gęś zbożowa, krzyżówka, krakwa, świstun, rożeniec, cyranka, cyraneczka, płaskonos, czernica, głowienka, łyska, kokoszka wodna, kureczka nakrapiana, wodnik, żuraw, bekas kszyk, bekasik, błotniak stawowy, ostrygojad zwyczajny, batalion.